# دراجة ترادفية

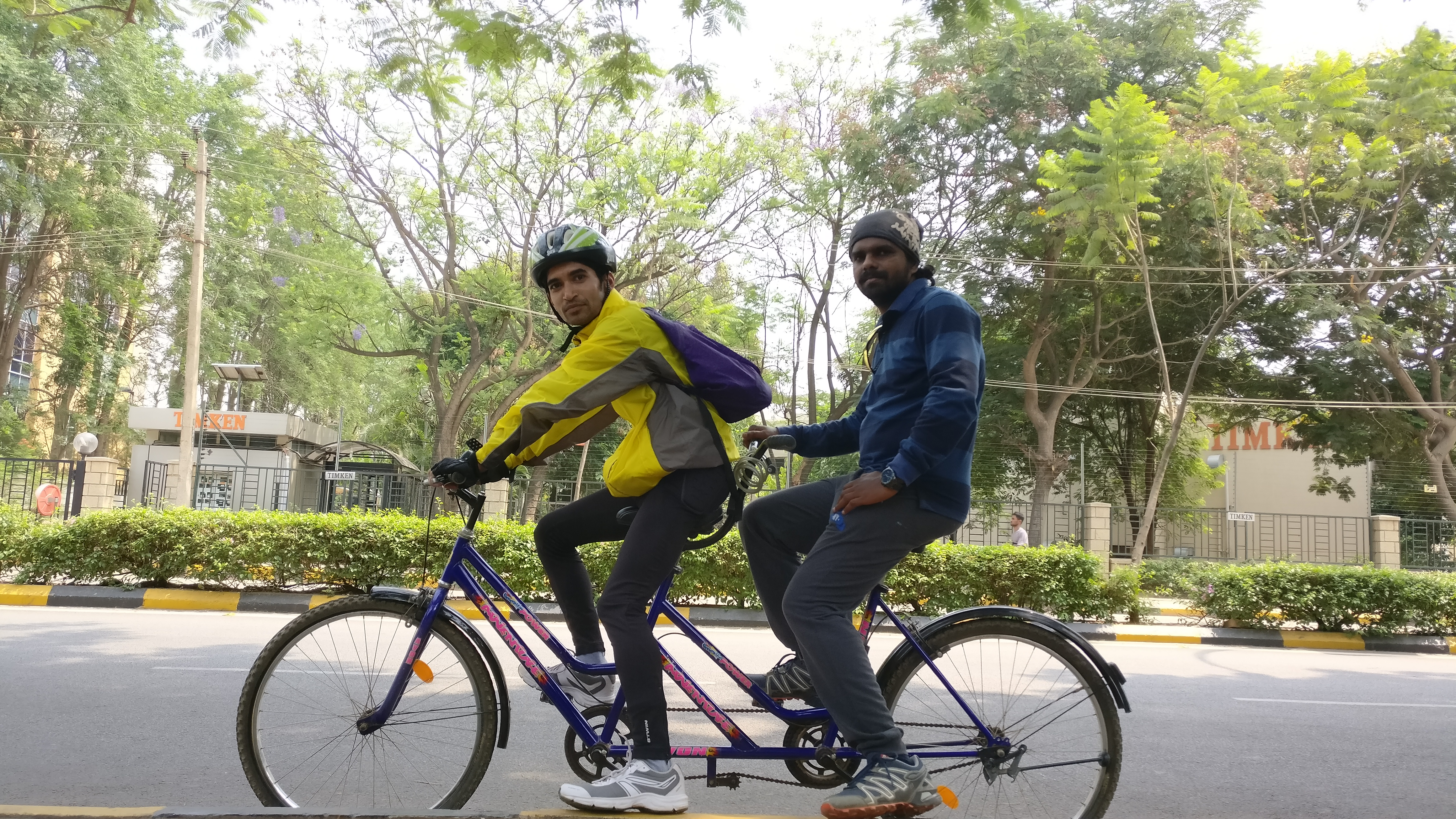
دراجة ترادفية أحادية السرعة في الهند

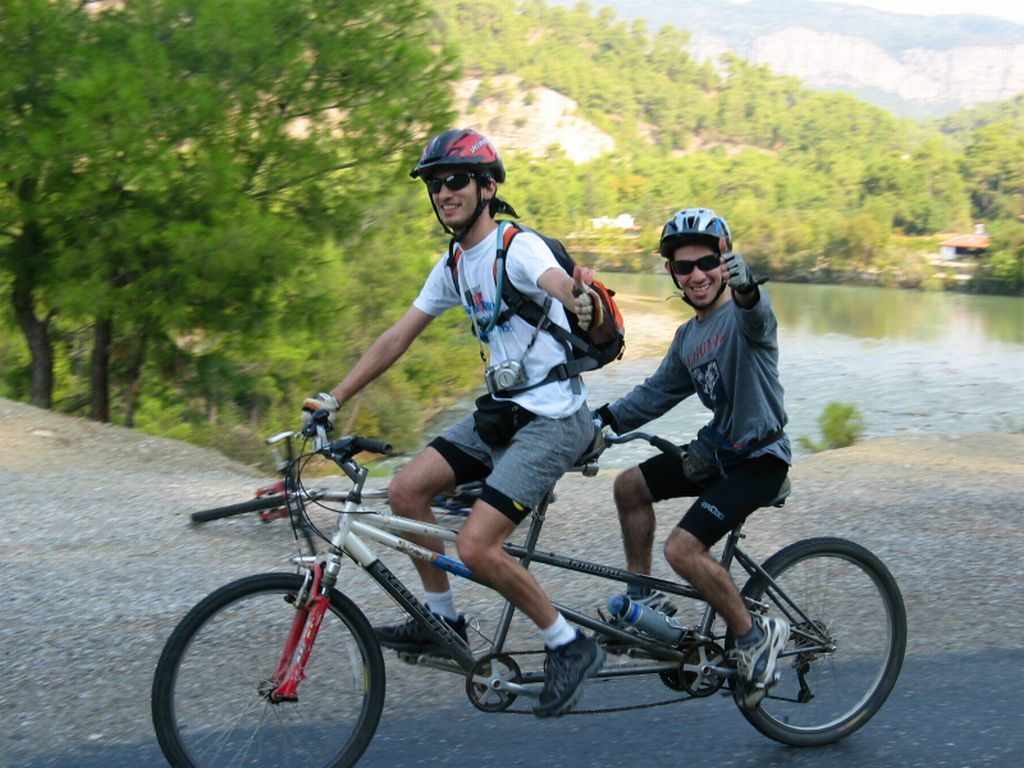
دراجة جبلية ترادفية

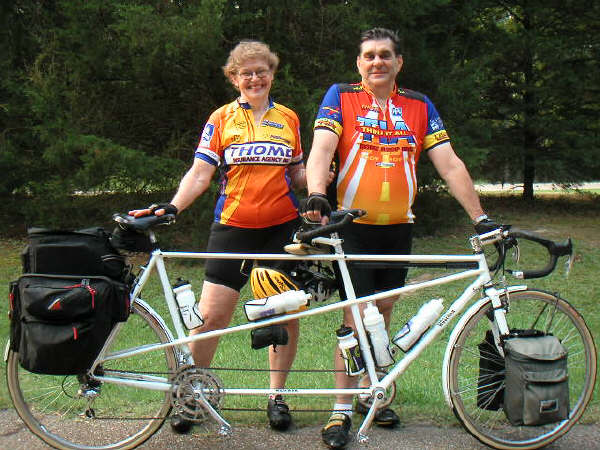
ترادفية محملة للتجول على الدراجة مزودة بسلال وحامل امتعة أمامية وخلفية

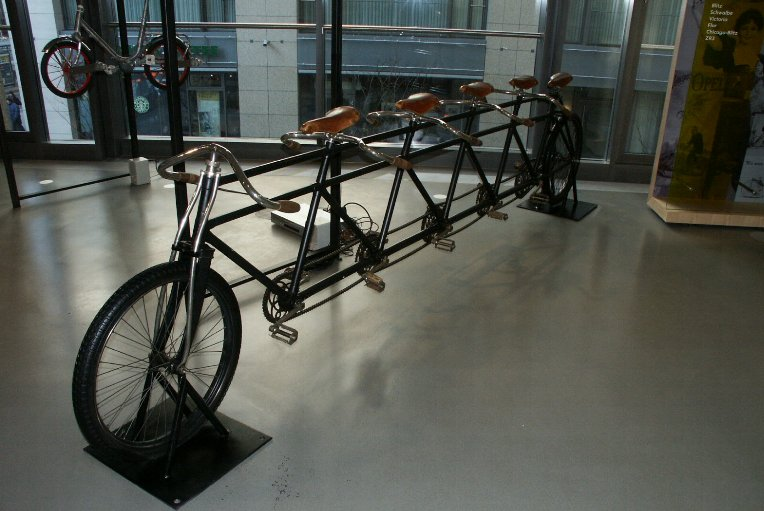
دراجة مترادفة كبيرة، أو بشكل أكثر تحديدًا ، خماسية (لخمسة أشخاص)

الدراجة الترادفية أو الثنائية أو المزدوجة (بالانجليزي:tandem bicycle) هي شكل من أشكال الدراجات (أحيانًا دراجة ثلاثية العجلات) مصممة ليتم ركوبها من قبل أكثر من شخص واحد. يشير مصطلح مترادف إلى ترتيب المقاعد (من الأمام إلى الخلف، وليس جنبًا إلى جنب)، وليس عدد الركاب. يعود تاريخ براءات الاختراع المتعلقة بالدراجات الترادفية إلى منتصف ثمانينيات القرن التاسع عشر. يمكن أن يصل الترادف إلى سرعات أعلى من نفس الدراجين على الدراجات الفردية، وهناك سباقات دراجات ترادفية. كما هو الحال مع دراجات الدراجين الفرديين، هناك العديد من الاختلافات التي تم تطويرها على مر السنين.

## المصطلح
يشير مصطلح مترادف إلى ترتيب المقاعد (من الأمام إلى الخلف، وليس جنبًا إلى جنب)، وليس عدد الركاب. تسمى الدراجة التي يقودها اثنان من الدراجين جنبًا إلى جنب بالدراجة.
تسمى الدراجات الترادفية أحيانًا «ديزي بيلز». هذا في إشارة إلى «ديزي بيل (دراجة صنعت لفردين)» وهي أغنية شهيرة كتبها كاتب الأغاني البريطاني هاري داكر عام 1892، مع الكورس المعروف، «ديزي، ديزي / أعطني إجابتك، افعل. / أنا نصف مجنون / كل هذا من أجل حبك»، تنتهي بالكلمات، «دراجة صنعت لشخصين».
على الدراجة المترادفة التقليدية، الراكب الامامي هو من يتحكم بالمقود، فضلا عن تحريك دواسات الدراجة وهو يعرف بالقبطان، الطيار، أو مدير الدفة. المتسابق الخلفي يحرك الدواسات فقط ويعرف باسم الوقاد أو الملاح أو الأدميرال الخلفي . في معظم الترادفات، ترتبط مجموعتا السواعد ميكانيكيًا بسلسلة توقيت وتدوران بنفس المعدل.

## التاريخ
يعود تاريخ براءات الاختراع المتعلقة بالدراجات الترادفية إلى منتصف ثمانينيات القرن التاسع عشر. في عام 1898 تقريبًا، طور Mikael Pedersen نسخة ترادفية ثنائية الدراج من دراجته Pedersen التي تزن 24 رطلاً، وراكبًا رباعيًا، أو «رباعي»، يزن 64 رطلاً. كما تم استخدامها في الحرب الأنجلو بوير الثانية. بدأت شعبية Tandem في الانخفاض بعد الحرب العالمية الثانية حتى بدأ الإحياء في أواخر الستينيات. في المملكة المتحدة، تأسس نادي Tandem Club في عام 1971، ودخلت ترادفات جديدة إلى السوق من الشركتين الفرنسيتين Lejeune و Gitane ، وفي الولايات المتحدة أسس بيل ماكريدي Santana Cycles في عام 1976. لقد حسنت التكنولوجيا الحديثة تصميمات المكونات والإطارات، والعديد من الترادفات مبنية جيدًا مثل الدراجات الحديثة على الطرق الراقية اوالطرق الوعرة.

## أداء
مقارنة بالدراجة التقليدية، فإن الترادف لديه ضعف قوة الدواسة، دون الحاجة إلى مضاعفة السرعة، وفقدان احتكاك أكبر قليلاً في نظام الدفع. لديها نفس مقاومة الرياح مثل الدراجة التقليدية. قد تزن الترادفات عالية الأداء أقل من ضعف وزن الدراجة الواحدة، لذلك قد تكون نسبة القوة إلى الوزن أفضل قليلاً من تلك الخاصة بالدراجة الواحدة والراكب. على التضاريس المستوية والمنحدرات، يتم استخدام معظم الطاقة التي ينتجها راكبو الدراجات للتغلب على مقاومة الرياح، لذلك يمكن أن تصل الترادفات إلى سرعات أعلى من نفس الدراجين على الدراجات الفردية. ليس بالضرورة أن يكونا أبطأ عند التسلق، ولكن يُنظر إليهما على هذا النحو، ويرجع ذلك جزئيًا إلى الحاجة إلى مستوى عالٍ من التنسيق بين الدراجين، خاصةً إذا كانت القدرات الجسدية للراكبين مختلفة تمامًا، مما يتطلب حل وسط بشأن الإيقاع.

## الاستخدامات
تستخدم الدراجات المترادفة في المسابقات مثل البارالمبية مع راكبي الدراجات المكفوفين وضعاف البصر يركوب في المقعد الخلفي مع قباطنة مبصرون.
برنامج ركوب الدراجات في الألعاب الأولمبية الصيفية تميز بحدث ترادفي للرجال في عام 1908 ومن عام 1920 إلى عام 1972.

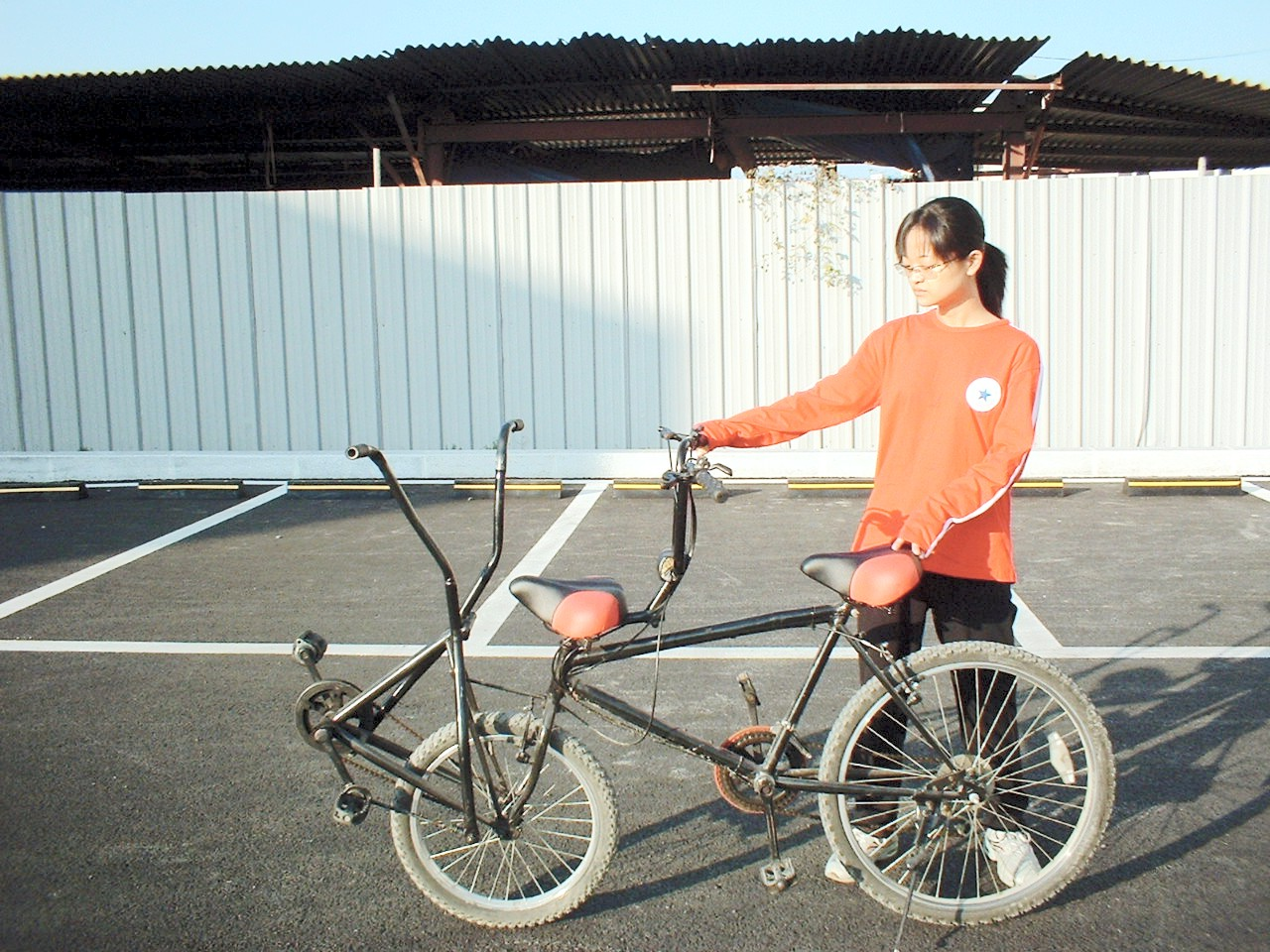
دراجة ترادفية مستقلة

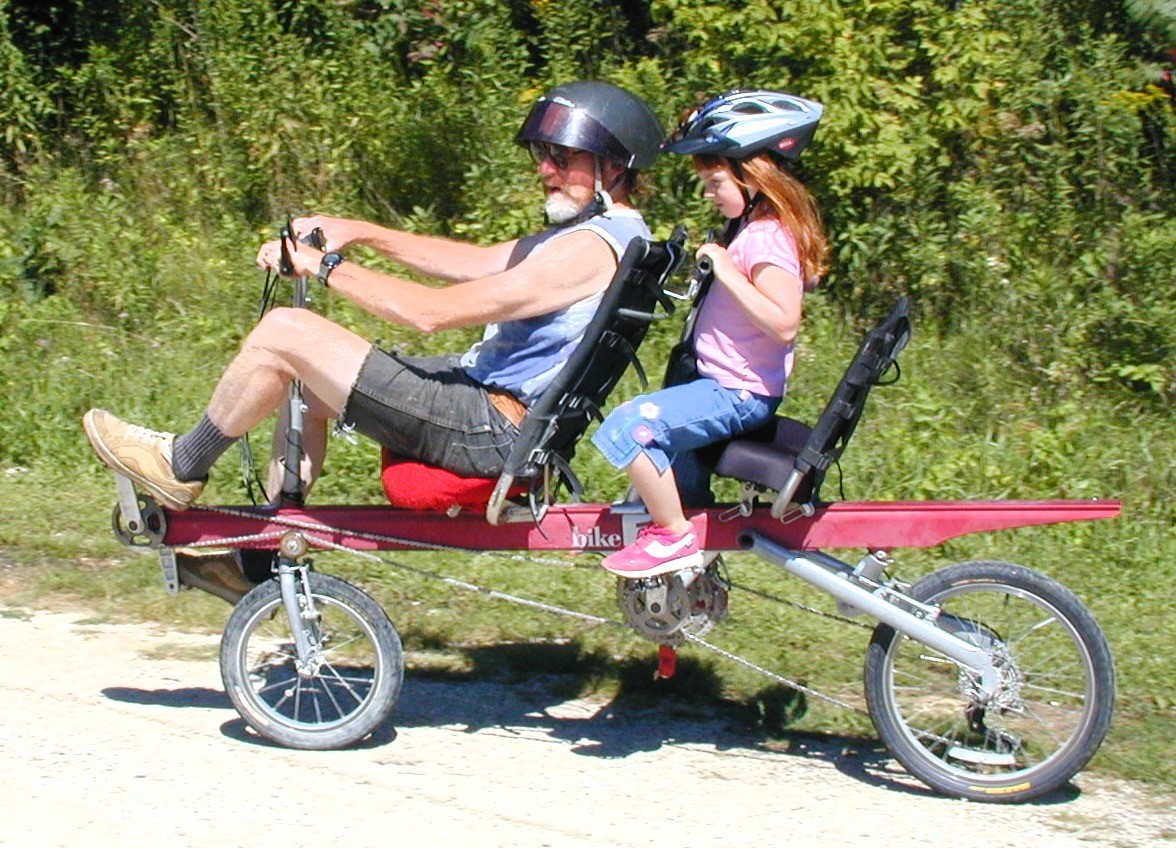
دراجة راقد ترادفية

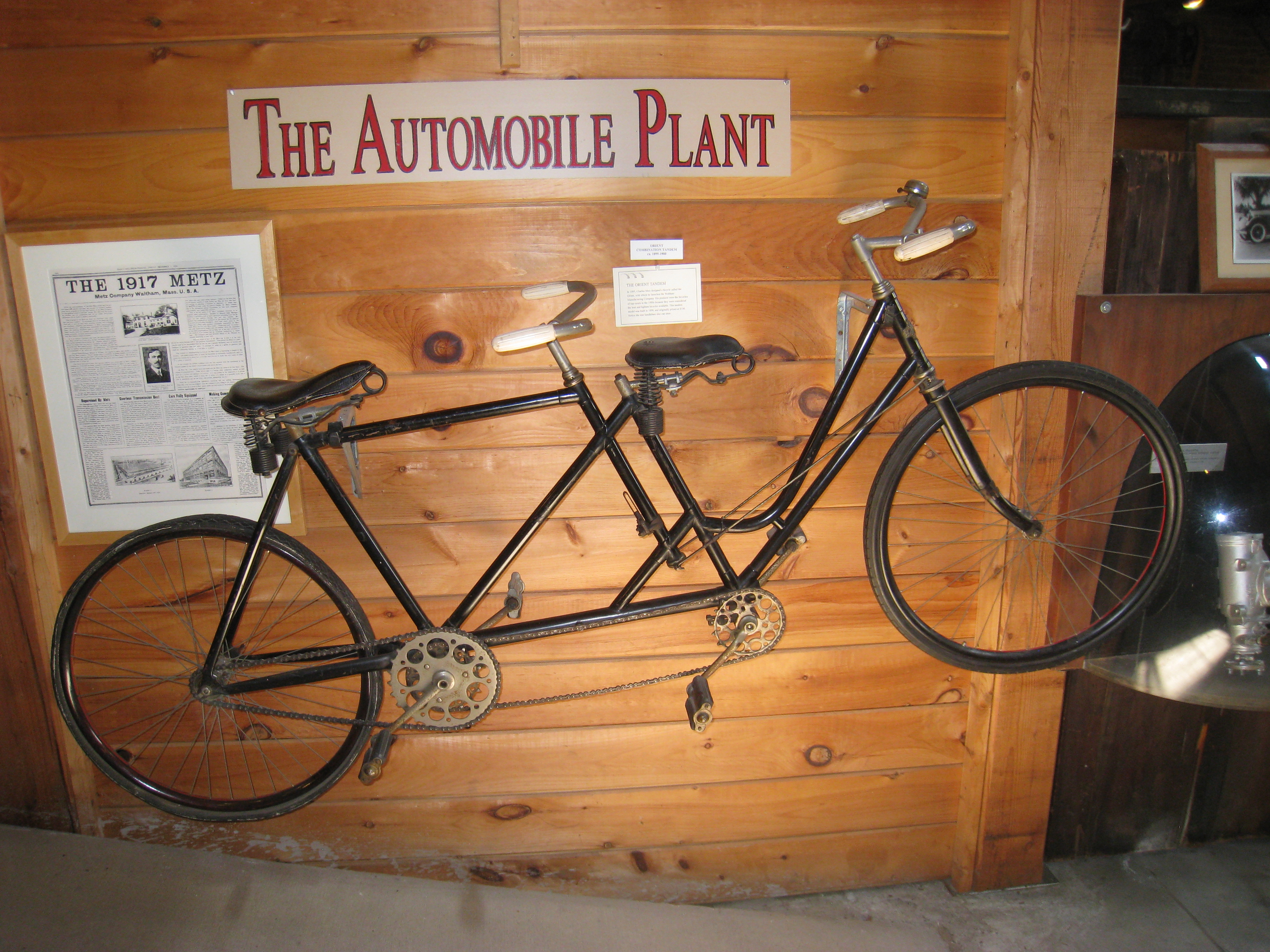
دراجة أورينت ترادفية في والثام ، ماساتشوستس ، الولايات المتحدة الأمريكية، 1899، مع مقود لشخصين

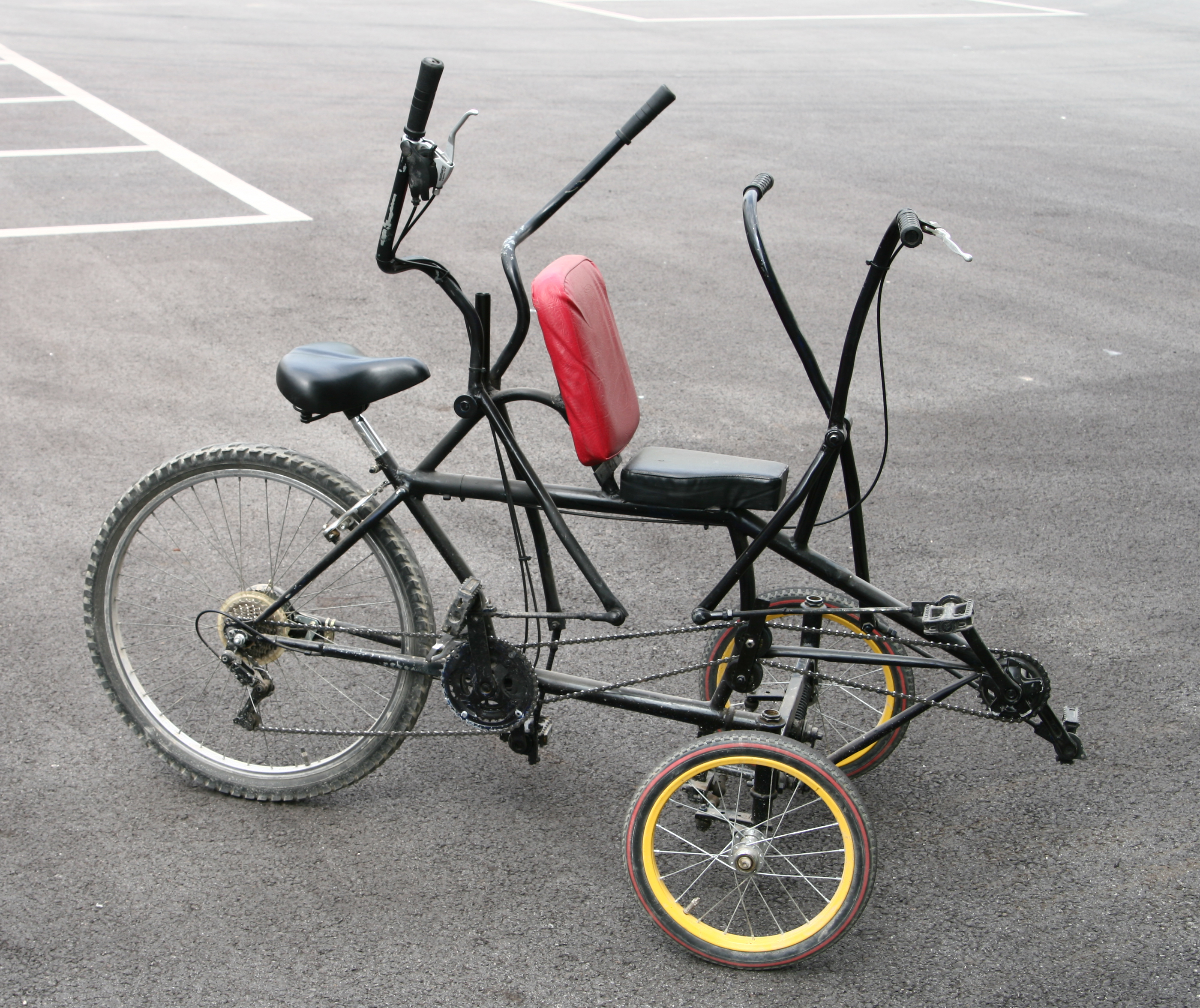
دراجة ترادفية ثلاثية العجلات

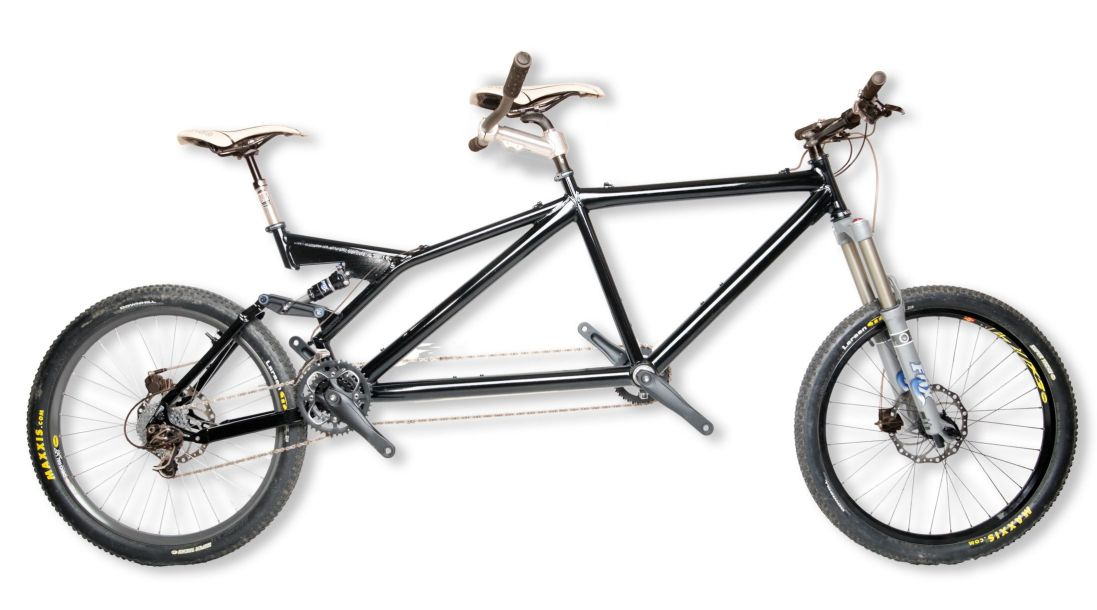
دراجة جبلية مزدوجة التعليق

يمكن أيضًا استخدام الدراجة المترادفة في جولات الدراجات وقد توفر حلاً لمشكلة الدراجين ذوي القدرات المختلفة الذين يرغبون في التجول معًا. قد يبذل كل متسابق نفسه كما يحلو له ويسافر جميع الدراجين بنفس السرعة.
يوجد في المملكة المتحدة أحداث اختبار زمنية متخصصة لها سجلات منافسة وطنية على مدى 10 و 25 و 50 و 100 ميل من الأحداث على مدار الساعة. هناك أيضًا تجارب زمنية مدتها 12 و 24 ساعة يتم إجراؤها بواسطة راكبي CTT و VTTA . هناك أيضًا مكان لوضع السجلات التي يتم تحقيقها بواسطة RRA

## الاختلافات

### أكثر من راكبين
يمكن أن تحتوي الترادفات على أكثر من راكبين - يشير الترادف إلى ترتيب الدراجين واحدًا خلف الآخر بدلاً من عدد الدراجين. يشار إلى الدراجات لثلاثة أو أربعة أو خمسة ركاب على أنها «ثلاثية»، أو «رباعية»، و «خماسية» على التوالي. مألوف لمشاهدي التلفزيون في المملكة المتحدة هذا النوع حيث يظهر في فيلم The Goodies . في الأصل راكبي دراجة مترادفة مع مقعد إضافي «وهمي» مرفق، تم تصميم نسخة كاملة من ثلاثة ركاب من قبل شركة رالي للدراجات.
تستخدم فرقة موسيقية في بروج ببلجيكا دراجة ترادفية من ستة مقاعد مُجهزة لحمل بعض أدواتها بطريقة تسمح لها بتشغيل الموسيقى أثناء السير. كذلك في الثمانينيات أو التسعينيات تم بناء دراجة ترادفية ذات ثمانية مقاعد وعرضها في فيلادلفيا.

### دواسة مستقلة
يمكن لبعض التصميمات مثل DaVinci أن تسمح بدالات مستقلة من خلال استخدام عدة عجلات حرة. في تصميم آخر، يقوم الراكب الخلفي بتوجيه ودفع العجلة الخلفية بدواسات، ويدفع الراكب الأمامي العجلة الأمامية بكلتا يديه وقدميه.

### ترتيبات المقاعد
تأتي الترادفات بمقاعد منتصبة ومستقيمة.
إن دراجات بلينكي و هاسي بينو عبارة عن دراجات مترادفة هجينة مستقيمة / راكدة يقودها القبطان الذي يجلس في وضع مستقيم في المؤخرة، بينما يركب الوقاد في وضع راقد في المقدمة. كلاهما يتميز أيضًا بدواسة الوقاد المستقلة.
تم تصميم "Buddy Bike" للسماح للطفل بالجلوس على السرج الأمامي مع وجود شخص بالغ على المقعد الخلفي والتوجيه باستخدام مقود طويل جدًا.

### توجيه مزدوج
كلا الدراجين، في حالة وجود اثنين فقط، قد يكونان قادرين على التوجيه. قامت شركة Star Cycle ، في ولفرهامبتون بإنجلترا، بتسويق "Combination Roadster tandem" في عام 1896. كان لديه رابط من المجموعة الثانية من المقاود إلى الشوكة الأمامية. وتشمل الأخرى 1897 جنيف،  و 1898 ستيرنز.

### دراجة ثلاثية العجلات
تتوفر الترادفات أيضًا كدراجة ثلاثية العجلات؛ تتميز الدراجة ثلاثية العجلات التقليدية بمتابعة صغيرة ولكنها مخصصة في المملكة المتحدة وهي متوفرة في تصميمات ذات عجلة واحدة وعجلتين. تكتسب الدراجات ثلاثية العجلات المستلقية أيضًا شعبية في جميع أنحاء العالم  .

### قاعدة عجلات قصيرة
هناك نماذج ذات قاعدة عجلات قصيرة، حيث يجلس المتسابق الخلفي فوق العجلة الخلفية، إما أمام أو حتى خلف المحور الخلفي.

### قابلة للطي
تقدم العديد من الشركات المصنعة ترادفات قابلة للطي، إما بعجلات صغيرة أو بدون عجلات، لتسهيل التعبئة والسفر.

### المقرنات
من الممكن إضافة قارنات التوصيل إما أثناء التصنيع أو كتعديل تحديثي بحيث يمكن تفكيك الهيكل إلى قطع أصغر لتسهيل التعبئة والسفر. تقوم سانتانا بتصنيع "ثلاثي" (أو رباعي) يمكن تحويله إلى ترادف ببساطة عن طريق إزالة القسم الأوسط من الهيكل. " 

## مكونات محددة مترادفة
تخضع أجهزة الترادف لضغوط فريدة ناجمة عن ركاب إضافيين ووزن يتطلب حلولًا خاصة بالبناء الترادفي. انتشرت عبارة "Tandem Specific" من خلال استخدامها في كتالوجات Santana tandem خلال التسعينيات.

### قيادة القطار
يتطلب نقل الطاقة من جميع الدواسات إلى العجلة الخلفية قطارًا قيادة. عادةً ما يتم توصيل العمود المرفقي الأمامي عن طريق سلسلة توقيت الجانب الأيسر بمجموعة العمود المرفقية الخلفية، والتي بدورها متصلة بواسطة سلسلة الجانب الأيمن بالعجلة الخلفية. يُطلق على هذا التكوين محرك خلفي كروس ، ويتطلب أن يكون لكل من الرافعات الخلفية حلقات تعليق. للعمل بشكل موثوق، يجب أن يكون كل من الساعد الأيسر مترادفًا أو محركًا أيسرًا خاصًا لقبول الخيط الأيسر المستخدم على الدواسات اليسرى.
الحل الثاني الأكثر شيوعًا، نظرًا لعدم الحاجة إلى أذرع ترادفية محددة، يسمى محرك خلفي أحادي الجانب . يتم توصيل العمود المرفقي الأمامي من خلال سلسلة توقيت الجانب الأيمن إلى مجموعة العمود المرفقية الخلفية، والتي بدورها متصلة بواسطة سلسلة الجانب الأيمن بالعجلة الخلفية. يتطلب ذلك تخصيص أحد حلقات السلسلة الخلفية لسلسلة التوقيت والحد من خيارات التبديل.
الحل الأقل شيوعًا هو تشغيل سلسلة محرك من العمود المرفقي الأمامي وصولاً إلى العجلة الخلفية، وأيضًا تشغيل سلسلة توقيت من العمود المرفقي الأمامي إلى العمود المرفقي الخلفي. هذا أقل شيوعًا لأنه يتطلب سلسلة أكثر بكثير من الترتيبين الأولين. يسمى هذا الإعداد محرك الأقراص الأمامي المتقاطع .
الحل النادر لمتطلبات الدواسة المنسقة هو استخدام عمود الرافعة بالإضافة إلى محورين، مما يسمح لراكب واحد بالهبوط بينما يستمر الآخر في الدواسة. يسمح هذا أيضًا للركاب بتحديد مواضع كرنك مختلفة، مثل inphase (IP)، أو خارج الطور (OOP)، أثناء الدواسة معًا. تستخدم Davinci Tandems «محركًا مستقلًا» فريدًا حيث يقوم العمود المتوسط بنقل الطاقة من الرافعة الوقودية والقبطان إلى محول يسمح بما يصل إلى أربعة سلاسل. يسمح هذا البديل أيضًا لرافعات الوقاد والقبطان بالتحرك الحر (الساحل) بشكل مستقل.

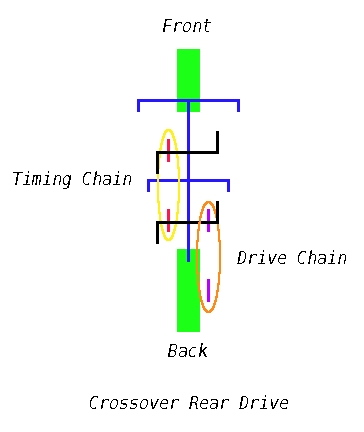
قطار القيادة الترادفي الأكثر شعبية. الحلقات الحمراء من نفس الحجم ، لذلك يمكن أن تكون الدواسات الترادفية متزامنة.

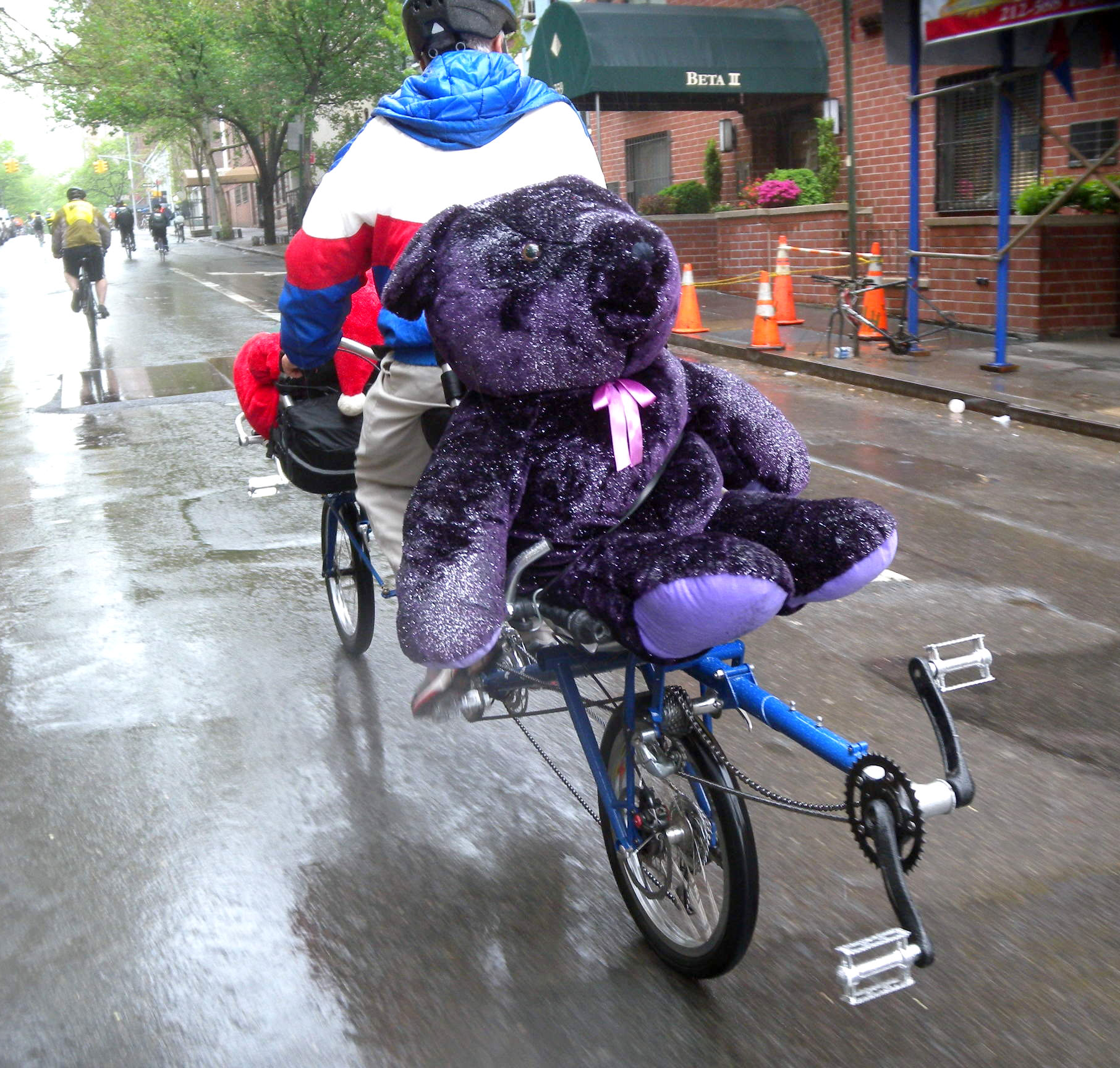
الوقاد ليس بالضرورة أن يكون مواجهًا للأمام أو يكون مشغولاً في القطار

### العمود المرفقي
العمود المرفقي الامامي عادة يحتوي على ترس واحد فقط. عادة ما يحتوي العمود المرفقي الخلفي على العديد من التروس، وأحيانًا على كلا الجانبين. في دراجة الترادف حيث تم تصميم الدواسة بحيث تكون متزامنة، يستخدم كلا العمادون المرفقيان تروس بسلاسل موقته بنفس المقياس . ترس سلسلة القيادة يمكن ان يكون بترس واحد أو عدة تروس .
للحفاظ على الشد الضروري في سلسلة التوقيت، تستخدم العديد من الترادفات عمودًا غريب الأطوار يتم وضعه في الهيكل السفلي للراكب الأمامي. الحل البديل هو تنفيذ بكرة، أو بكرة مهملة، في الجزء السفلي من سلسلة التوقيت لأخذ الركود. يضيف التباطئ الاحتكاك ونقطة الفشل المحتملة لقطار القيادة.

### فرع
الدراجات المترادفة لديها توزيع اوزان مختلفة وأحمال مختلفة تمامًا على العجلات والمكابح والشوك. تم تصميم شوكة خاصة بالترادف للتعامل مع هذا. يصنع صانعو المترادفة المختخصصون مثل Co-Motion شوكات محددة للدراجات الترادفية والثلاثية والرباعية. يمكن أن تكون قوى الفرامل كبيرة. في أي دراجة، تعتبر الفرامل الأمامية (وبالتالي الشوكة) ضرورية للفرملة الآمنة والفعالة. على المكابح القرصية، من المهم أن يتم هندسة نقل الحرارة وتبديدها بشكل صحيح. على وجه الخصوص، يمكن أن توفر الشوكات الترادفية الكربونية جميع مزايا الراحة والتحكم، ولكنها مصممة أيضًا للتعامل مع الحمل الحراري المتزايد.

### قضبان المقبض والساق
عادةً ما يتم توصيل مقود الوقاد بجذع الموقد الذي يتم تثبيته حول قاعدة مقعد القبطان. عادةً ما تكون مقود الوقاد عبارة عن قضبان إسقاط ذات «رافعات وهمية» بدلاً من أذرع المكابح للإمساك بها.

### عجلات
بسبب الوزن الزائد والضغوط، عجلات المترادفة قد تستخدم عدد اسلاك أكثر، جنوط اصلب، واطارات ذات ضغط عالي، وعجلة دوران اقوى (freewheel)، تكوين اسلاك عجلات متشعبة، أو العجلات غير المتماثلة. عجلات المترادفة الخلفية تتآكل أسرع من العجلات الأمامية؛ لذلك، قد يستخدمون إعدادات عجلة غير متناظرة، مثل المزيد من الاسلاك أو حافة أكثر ثباتًا على العجلة الخلفية.
يقيس طبق العجلة مقدار عدم التناسق بين الحافة وحواف المحور. لاستيعاب تروس كبير، هناك حاجة إلى مساحة أكبر على جانب محرك المحور؛ هذا يزيد من تعقيد التصنيع وتصحيح العجلة. العجلات الخلفية للمترادفة تميل إلى إدارة محور أوسع للسماح لشفة المحور الأيمن أن تكون أبعد على يمين مركز العجلة وبالتالي تقليل الطبق الكلي للعجلة. تستخدم بعض المترادفات الحديثة محورًا بعرض 160 ملم يسمح بعجلة «بلا أطباق» (أي متماثلة). العيب هو أن هذا قد يزيد من عامل Q في أذرع الرافعة وقد يتسبب أيضًا في «اصطدام الكعب» بأحذية الراكب الخلفي على دعائم السلسلة. يستخدم البعض الآخر محاور أقصر (غالبًا بعرض 145 مم) وبالتالي يتم تداول انخفاض طفيف في قوة العجلة للاستفادة من انخفاض مماثل في لحظة الانحناء لمغزل المحور. يمكن أيضًا ربط المحاور الخلفية على الجانب الأيسر للسماح باستخدام فرامل الأسطوانة.
قد تقوم العجلات المتخصصة مثل Aerospoke أو Shimano "Sweet-16" ببناء مجموعات عجلات سباقات «معتمدة بالترادف». مجموعة عجلات Aerospoke الترادفية تم بناوها أكثر من مجموعة الطرق الخاصة بها مع محاور ترادفية خاصة يمكن إزالتها مما يسهل تكديس الحافات بشكل مسطح في علبة سفر.

### الفرامل
تحتوي الدراجة الترادفية على حوالي ضعف الطاقة الحركية مثل دراجة واحدة تسير بنفس السرعة . قد يكون هذا أكثر مما يمكن التعامل معه بواسطة نفس الفرامل خاصة فرامل الحافة بنسبة كدراجة واحدة. تم استخدام بديلين لحل هذه المشكلة: فرامل الأسطوانة ومكابح الأقراص.
يتم استخدام فرامل أسطوانة Arai أثناء نزول المنحدرات الطويلة حيث قد تؤدي فرامل الحافة إلى ارتفاع درجة حرارة الإطار وربما تتسبب في تعطله. أسطوانة الفرامل ثبتت على الجانب الأيسر من المحور الترادفي، والتي يجب أن تكون ملولبة للأسطوانة. تنزلق لوحة الحذاء فوق المحور وذراع رد فعل صغير يتشابك مع لوحة الحذاء مع إطار الدراجة لمنع اللوح من الدوران. عادةً ما يتم التحكم في فرامل الأسطوانة بواسطة ذراع نقل احتكاك مثل BARCON أو ما شابه ذلك. تم تصميم الفرامل بحيث يتم تعشيقها بشكل مستمر أثناء الهبوط للحفاظ على سرعة ثابتة. يمكن استخدام الفرامل الاعتيادية بالإضافة إلى ذلك عند الضرورة.
تستخدم بعض المترادفات الحديثة فرامل قرصية، مع كل المزايا والعيوب التي تنطوي عليها.

## تقنيات الركوب

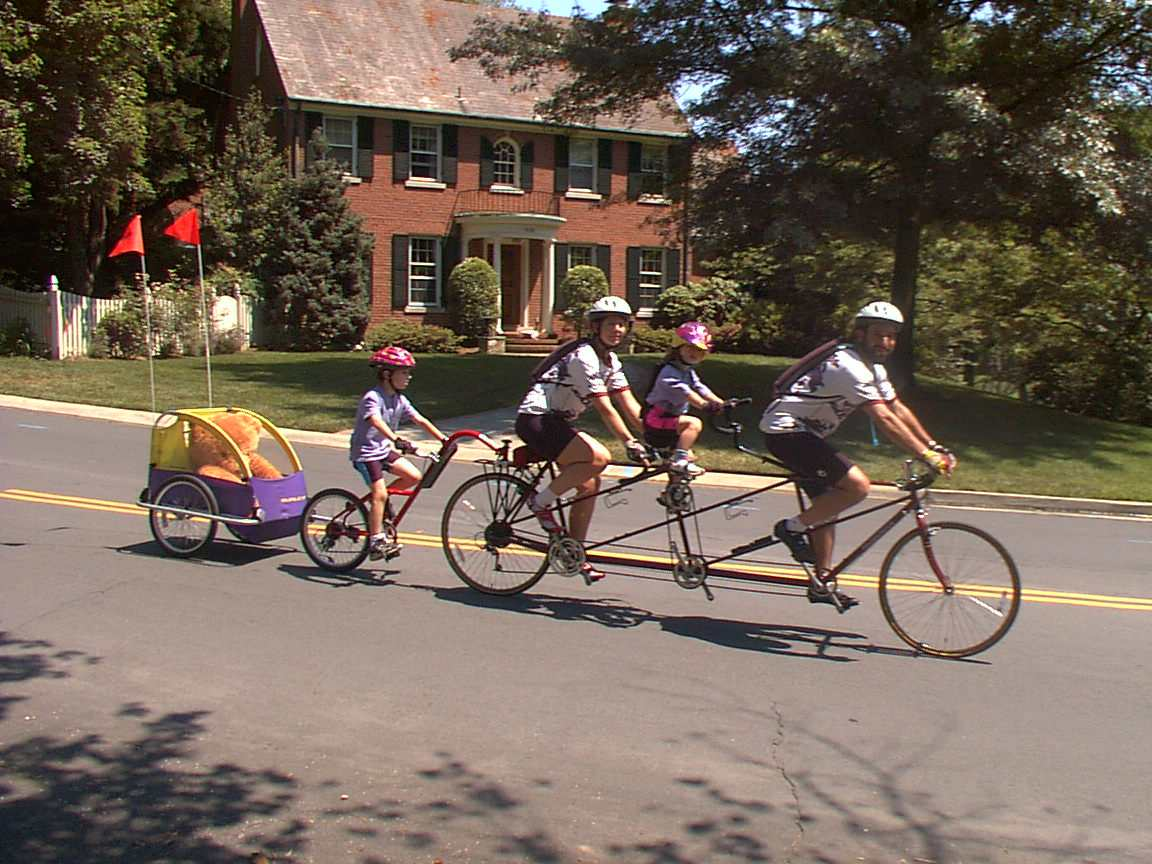
ثلاثية سحب دراجة مقطورة

يبدأ المتسابق الخلفي في الانغلاق بينما يمسك الراكب الأمامي الدراجة في وضع مستقيم . بالنسبة لأولئك الذين يمكن أن يعتادوا على الدراج الخلفي الذي يتم منغلق دائمًا، ستصبح الميزة مميزة لهذه التقنية واضحة عند محاولة البدء عند سفح جسر أو على تل. إذا لم يمارس الفريق الترادفي هذا، فغالبًا ما يحتفظون بهذا النوع من البداية عندما يواجهون جسرًا أو تلًا. تسمح هذه التقنية للراكب الخلفي بتطبيق قوة مستمرة حيث يقوم الراكب الأمامي بتثبيت الدراجة أثناء الإقلاع الأولي. هذا يقلل من خطر الانقلاب الترادفي بسبب البدء على منحدر. سيستمر المتسابق الخلفي في الدواسة بينما يحاول الراكب الأمامي استخدام القدم لتثبيت الترادف في الدواسة.

### مرحلة الساعد
قد يختار الراكبون مزامنة دواساتهم من خلال الدواسات على مراحل (IP) أو خارج الطور (OOP). في الدواسة في الطور، يكون كل ذراع متسابق هو نفسه أو مواضع الساعة المعاكسة في أي وقت. في الدواسة خارج الطور، يكون لكلا الدراجين أذرعهم في أوضاع مختلفة غير معاكسة. هذا لديه القدرة على مجموعة واسعة من الاختلاف. يقوم بعض الدراجين الترادفيين بترتيب أذرعهم بحيث تكون 90 درجة خارج الطور لإنتاج ما يسمى «ترتيب 4 banger». في الممارسة العملية، تتراوح إعدادات OOP من مجرد فرق طور ثنائي الأسنان بين السواعد إلى فرق طور كامل 90 درجة. بشكل عام، يوفر OOP أكبر الفوائد للفريق الترادفي الذي يمتلك قوة ساق متباينة.  عندما يكون الترادف عبارة عن دواسة IP ، فمن الممكن، وغالبًا ما يحدث، أن يقوم الراكب الأقوى حرفيًا بإسقاط الدواسات من تحت أقدام الراكب الأضعف ويتسبب في عدم قدرة الأخير على المساهمة بشكل مفيد. يُحدث استخدام OOP فرقًا كبيرًا في اختيار التعشيق حيث أن كل متسابق لديه الكتلة الكاملة للترادف في شوط قوته، لذلك يفضل استخدام التروس المنخفضة. ومع ذلك، يمكن أن يساعد استخدام OOP في تطوير قوة الساق لنفس السبب. يجادل البعض بأن هذا ينتج ضربة طاقة أكثر سلاسة، أو أنه يقلل من الضغط على مجموعة القيادة لأن نقطة الطاقة القصوى يتم تقليلها إلى النصف تقريبًا وتوزيعها على حلقات السلسلة.

## المصنعين

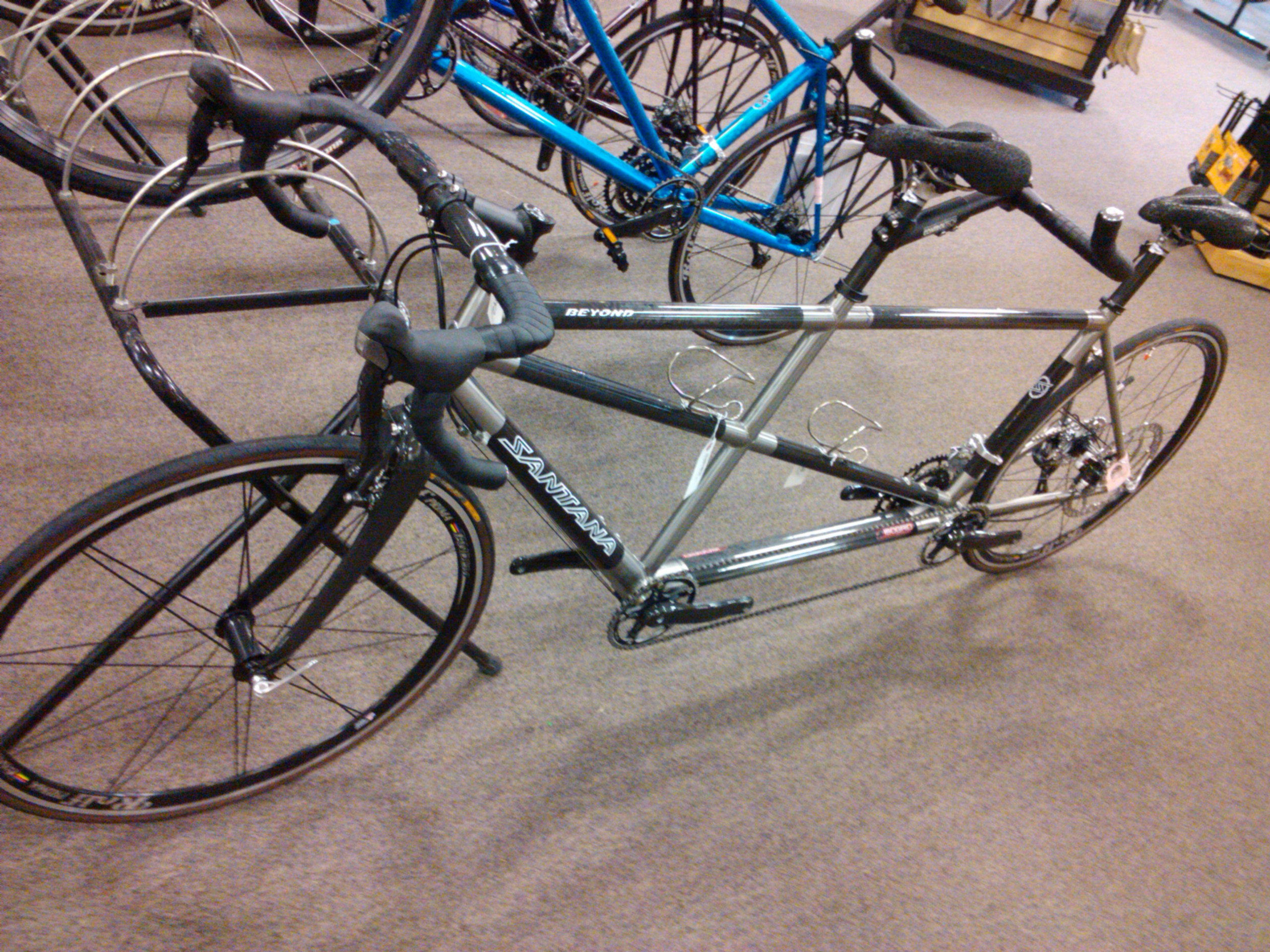
Santana Beyond جنبًا إلى جنب مع مزيج من ألياف الكربون وأنابيب التيتانيوم وعروات التيتانيوم

نظرًا لأن سوق الدراجات الترادفية أصغر بكثير من سوق الدراجات الفردية، فهناك عدد أقل بكثير من مصنعي الدراجات الترادفية مقارنة بمصنعي الدراجات الفردية. هناك عدد قليل من البناة المتخصصين في الترادف، بالإضافة إلى صانعي الدراجات الفردية الذين يقدمون نماذج ترادفية. تشمل الشركات المصنعة للدراجات الترادفية البارزة الحالية ما يلي:
- دراجة الجمعة
- بيلينكي سيكل وركس: Bilenky Cycle Works
- دراجات بوهيمية: Bohemian Bicycles
- Burley Design (الآن خارج الإنتاج)
- كالفي ديزاين:Calfee Design
- شركة كانونديل للدراجات: Cannondale Bicycle Corporation
- <a href="https://en.wikipedia.org/wiki/Co-Motion_Cycles" rel="mw:ExtLink" title="Co-Motion Cycles" class="cx-link" data-linkid="254">Co-Motion Cycles</a>
- كايفاك الدولية: Cyfac International
- Dawes Cycles
- غزال: Gazelle
- Hase Spezialräder (دراجات هاسي)
- KHS Bicycles
- دراجات أوربيتا: Órbita bicycles
- سانتانا سايكل: Santana Cycles
- شركة شوين للدراجات: Schwinn Bicycle Company [22]
- توركر: Torker
- تريك للدراجات: Trek Bicycles

## روابط خارجية
- تصميم الترادفات على BikeCAD - يمكن استخدام برنامج تصميم دراجات BikeCAD لنمذجة دراجة ترادفية
- تجربة Tandem - التجربة الأصلية قبل الشراء وتدريب الشركة
- نادي Tandem - النادي الترادفي الأصلي، ومقره المملكة المتحدة، ويضم أعضاء هولنديين وأوروبيين ودوليين
- نادي Tandem الأمريكي - نادي مقره الولايات المتحدة
- قلعة الأساقفة Tandem Triathlon نسخة محفوظة 29 يونيو 2010 على موقع واي باك مشين.
- Tandem Bike News and Info - مجتمع تفاعلي لعشاق الدراجات الترادفية. يتضمن معلومات عن الطرق الترادفية والطرق الترادفية الجبلية والطرق الترادفية المحددة. مركزية الولايات المتحدة
- تصميمات دافينشي - شركة تصنيع ترادفية تقدم نظام ساحلي مستقل
- Totally-Bikes.com - تأجير ترادفي في المملكة المتحدة
- Bikeforums.net Tandem-Cycling - مناقشات حول الترادف (الشراء والرحلات والخدمة وجميع الجوانب الأخرى)
- TandemMag.com نسخة محفوظة 5 يناير 2018 على موقع واي باك مشين. - موقع رائع للبدء به على الترادف، على الرغم من عدم تحديث العديد من الأقسام مؤخرًا. قسم الإعلانات المبوبة على قيد الحياة.
- Tandemclub.nl - نادي تانديم في هولندا
- Tandem Maniac - نادي الترادف الفرنسي
- Tandem VTT - نادي ترادفي فرنسي للدراجات الجبلية
- مركز التعلم TheTandemLink نسخة محفوظة 23 أغسطس 2015 على موقع واي باك مشين. - مجموعة من الروابط للمبتدئين